# Jonny Oppenheimer
Nobert Nathan (Jonny) Oppenheimer, född 4 februari 1923 i Berlin, Tyskland, död 2005, var en tysk-svensk målare.
Han är son till köpmannen Sally Wilhelm Oppenheimer och Charlotte Salome Lewenberg och från 1951 gift med Gunnie Charlotta Elisabeth Gustavsson. Under skolåren i Tyskland studerade Oppenheimer en tid målning privat för Hübner Lauenburg och hans konst från denna tid präglas av en naivistisk stil. Han flydde till Sverige 1939 och arbetade först med skogsarbete innan han kunde återvända till konsten genom att bedriva självstudier. Separat ställde han ut i Halmstad 1944 som senare följdes av separatutställningar i bland annat Falun, Jönköping, Linköping, New York, Tel Aviv, Köpenhamn och Berlin. Han medverkade i samlingsutställningar med Hallands konstförening och i Sveriges fria konstnärsförbunds vandringsutställning. Hans konst består av stilleben, porträtt, landskapsbilder från södra Halland utförda i olja.